# Наим, Яэль
Яэль Наим (фр. Yael Naim, ивр. יעל נעים‎, род. 6 февраля 1978, Париж) — французско-израильская певица и автор песен. Получила известность в 2008 году после того, как её песня New Soul была использована Apple в рекламе нового ноутбука MacBook Air. Успех этой песни сделал её первой израильской исполнительницей, вошедшей в горячую десятку в США.

## Биография
Яэль Наим родилась в Париже 6 февраля 1978 года в семье французско-тунисских евреев—сефардов. В возрасте 4 лет она переехала со своей семьёй в город Рамат-ха-Шарон в Израиле, где и провела остаток детства. Она служила в Армии обороны Израиля как солистка оркестра ВВС. Яэль начала свою карьеру певицы с роли в мюзикле Les Dix Commandements, и с первого сольного альбома — In a Man's Womb, который был записан в Лос-Анджелесе с Камилом Рустамом и выпущен в 2001. Она также пела песню Брюно Куле «You Disappear» для фильма Спасти Харрисона. Вначале она выступала под именем Яэль. Она также пела в дуэте Mashmauyot с Дин Дин Авив.
Наим присоединилась к перкуссионисту Давиду Донатьену и в течение 2 лет они аранжировали и записали 13 песен Наим в студии, расположенной в её парижской квартире. И эти песни стали её 2-м альбомом — «Яэль Наим», вышедшим 22 октября 2007 на лейбле Tôt ou tard. Песни на французском, английском и иврите заслужили шумное одобрение критики, а альбом вошёл во французский чарт лучших альбомов на 11-м месте спустя неделю после выпуска. Её стиль описывается как немного народный, и немного джазовый, с загадочными и вызывающими воспоминания словами, спетые тонким и умышленно хриплым голосом.
В январе 2008 года корпорация Apple использовала её песню «New Soul» в рекламе ноутбука «MacBook Air». Стив Джобс сам выбрал песню «New Soul» для запуска «MacBook Air». Благодаря высоким продажам в США песня дебютировала в чарте Billboard Hot 100 16 февраля 2008 года под номером 9, став первой песней Наим, вошедшей в горячую десятку в США, и сделавшей её первой израильской исполнительницей, когда-либо входившей в горячую десятку в Соединённых Штатах. Песня «New Soul» поднялась на 7-е место на следующей неделе. Песня также была использована как саундтрек к фильму «Мальчикам это нравится».

## Дискография

### Альбомы
- 2001 — In a Man's Womb[англ.]
- 2007 — Яэль Наим[англ.]
- 2010 — She Was a Boy
- 2015 — Older

### Синглы
- 2001 — You Disappear
- 2001 — Do I Do
- 2001 — Avril
- 2007 — Toxic
- 2008 — New Soul[англ.]
- 2008 — Too Long
- 2009 — Far Far
- 2011 — Come Home
- 2015 — Dream In My Head
- 2024 — Dreams совместно с 20syl и Christophe Panzani

## Награды и номинации
| Год  | Премия              | Категория                             | Результат |
| ---- | ------------------- | ------------------------------------- | --------- |
| 2008 | Виктуар де ля мюзик | Лучший альбом в разделе «музыка мира» | Премия    |
| 2008 | NRJ Music Awards    | Открытие года на французском языке    | Номинация |
| 2008 | Prix Constantin     | Альбом года                           | Номинация |
| 2009 | Виктуар де ля мюзик | Лучшая исполнительница года           | Номинация |